# Tel Tel Mahjong
Tel Tel Mahjong (ＴＥＬ・ＴＥＬまあじゃん) est un jeu vidéo de mah-jong sorti le 8 juin 1990 sur Mega Drive, uniquement au Japon. Le jeu a été développé et édité par SunSoft. Il offrait la possibilité à deux joueurs de s'affronter en ligne via le Sega Meganet, le modem de la Mega Drive.